# Борис Рогев
Борис Рогев е български капитан I ранг, един от тримата български морски офицери с почетното званието кавалер на Ордена на Почетния легион.

## Биография
Роден е на 21 септември 1898 г. в с. Войводино, Варненско По майчина линия е далечен потомък на Хаджи Димитър. През 1920 г. завършва Военното училище в София, а през 1921 г. Висшия курс за строеви морски офицери във Варна. Служи в Специалните морски школи, на торпедоносците, в Дунавската пристанищна и полицейска служба в Русе.
Между 1927 – 1931 г. специализира астрономия и навигация в Сорбоната (Париж) и получава научна степен по математика, физика и астрономия. През 1931 г. е назначен за началник на Хидрографското отделение към Държавния военен географски институт. С кораба „Камчия“ проучва и картографира в мащаб 1:10 000 Варненския залив (1933). Под негово ръководство са извършени хидрографски проучвания на отделни участъци от северното крайбрежие на Егейско море и магнитни измервания във Варненския и Бургаския залив (1942 – 1944).
От 1946 до 1951 г. е началник на Държавния военен географски институт, а след това – началник на катедра „Математика“ и преподавател по топография във Военна академия „Г.С. Раковски“. През 1954 г. се уволнява от армията и преминава в запаса.
Умира на 21 февруари 1976 г.

## Научен труд
След пенсионирането си продължава научната си дейност Централната лаборатория по геодезия към БАН. Автор е на 25 научни труда в областта на хидрографията, математическата геодезия и астрономията. Трудовете му са цитирани във ФРГ, Франция и СССР.
В книгата си „Астрономически основи на първобългарското летоброене“, издание на БАН (1974 г.), установява че прабългарският календар предхожда всички известни календарни системи и води началото си от 4768 г. пр. Хр.

## Награди и отличия
За своите заслуги Борис Рогев е увековечен с паметна плоча на алеята на преподавателите във ВВМУ във Варна. Улица във Варна, както и Хидрографския кораб на ВМС, носят името „Капитан I ранг Борис Рогев“.
- Орден „Св. Александър“
- Офицерски кръст „Св. Александър“ – 1940, 1941, 1942, 1943 г.
- Кралски орден „Югославски орден“ ІV клас – 1936 г.
- Орден на Почетния легион – 1939 г.